# Grjazev-Sjipoenov GSj-30-1

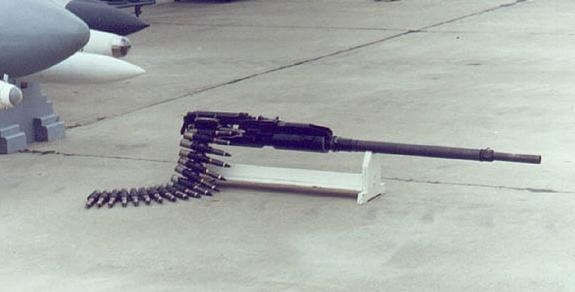
Een GSj-30-1

De Grjazev-Sjipoenov GSj-30-1 (Russisch: ГШ-30-1 (Грязева — Шипунова 30 мм) is een snelvuurkanon met kaliber 30 mm in 1977 ontworpen door Grjazev en Sjipoenov en sinds 1980 in gebruik als boordgeschut op jachtvliegtuigen van de Sovjet-Unie, Rusland en de Chinese Volksrepubliek. Productie gebeurt bij Izjmasj, die ook het AK-47 geweer vervaardigt.

## Specificaties
- Aantal lopen: 1
- Terugslag: ja
- Massa: 46 kg
- Lengte: 1978 mm
- Lengte loop: 1500 mm
- Breedte: 156 mm
- Hoogte: 185 mm
- Granaten: 30 mm x 165 mm
- Mondingssnelheid: 900 m/s
- Trefzeker bereik: 200 m
- Maximaal bereik: 1800 m
- Vuursnelheid: 1800 schoten / min
- Koeling: water
- Levensduur: 2000 schoten

## Jachtvliegtuigen
- Soechoj Soe-27
- Soechoj Soe-30
- Soechoj Soe-33
- Soechoj Soe-34
- Soechoj Soe-35
- Soechoj Soe-37
- Soechoj Soe-57
- Mikojan-Goerevitsj MiG-29
- Jakovlev Jak-41
- Shenyang J-11
- Shenyang J-15
- Shenyang J-16

## Granaten
- AP Armour piercing-granaat
- AP-T Armour piercing-granaat met lichtspoor
- API-T Armour piercing / brandgranaat met lichtspoor
- HE brisantgranaat
- HE-T brisantgranaat met lichtspoor
- HE-T-SR brisantgranaat voor korte afstand met lichtspoor
- HEI brisantgranaat / brandgranaat
- HEI-T brisantgranaat / brandgranaat met lichtspoor
- SAPHEI semi-armour piercing brisantgranaat / brandgranaat
- MKETF multi-element kinetische energie met tijdsvertraging
- RTP oefengranaat
- RTT oefengranaat met lichtspoor

## Gebruikers
- Algerije
- Angola
- Azerbeidzjan
- Bulgarije
- Chinese Volksrepubliek
- Cuba
- India
- Indonesië
- Irak
- Iran
- Jemen
- Kameroen
- Maleisië
- Noord-Korea
- Oeganda
- Peru
- Polen
- Rusland
- Servië
- Slowakije
- Soedan
- Syrië
- Venezuela
- Vietnam